# John Macnaghten Whittaker
John Macnaghten Whittaker (genannt Jack Whittaker; * 7. März 1905 in Cambridge; † 29. Januar 1984 in Sheffield) war ein britischer Mathematiker.

## Leben
Er war der Sohn des bekannten Mathematikers Edmund Taylor Whittaker. Die Familie zog 1906 nach Dublin und 1912 nach Edinburgh. Whittaker studierte ab 1920 an der Universität Edinburgh und ab 1923 am Trinity College in Cambridge. 1927 bis 1929 war er Assistant Lecturer an der Universität Edinburgh, wo auch sein Vater lehrte und wo er den Doktorgrad (D. Sc.) erwarb. Danach war er Lecturer und Fellow des Pembroke College in Cambridge. Ab 1933 war er Professor an der Universität Liverpool. Nach dem Zweiten Weltkrieg übernahm er zunehmend administrative Aufgaben und wurde 1953 Vizekanzler der University of Sheffield, wo er bis zu seiner Emeritierung 1965 blieb. Er hielt aber auch danach noch Vorlesungen in Mathematik in Sheffield. Er war unter anderem Gastprofessor an der Universität Kairo, zu der er seit seiner Zeit als Offizier im Zweiten Weltkrieg Kontakt hatte, und in Teheran.
Whittaker befasste sich vor allem mit Funktionentheorie, zum Beispiel mit der Wertverteilungstheorie von Rolf Nevanlinna und Interpolationstheorie. Die Whittaker-Konstante in der Theorie der ganzen Funktionen ist nach ihm benannt, obwohl der zugehörige Satz vom japanischen Mathematiker Takenaka stammt (was Whittaker ihm auch korrekt zuschrieb). Die Whittaker-Konstante, deren genauer Wert unbekannt ist, ist die untere Grenze für den Radius einer Kreisscheibe D in der komplexen Ebene, in der eine ganze Funktion existiert (mit einer Zusatz-Voraussetzung an ihr Wachstum) die in D ebenso wie ihre sämtlichen Ableitungen mindestens eine Nullstelle besitzt. Einige seiner frühen Arbeiten beschäftigen sich auch mit Quantenmechanik.
Mit seinem Vater spielte er eine Rolle im Abtasttheorem, das deshalb manchmal nicht nur nach Claude Shannon, sondern auch nach Whittaker und Wladimir Kotelnikow benannt ist.
1929 erhielt er den Smith-Preis, 1949 den Adams-Preis. 1928 wurde er Fellow der Royal Society of Edinburgh und 1949 der Royal Society.
Er war seit 1933 verheiratet und hatte zwei Söhne.

## Schriften
- Interpolatory function theory, Cambridge University Press 1935, New York 1964
- Series of Polynomials, Kairo 1944
- Sur les Séries de Base de Polynomes Quelconques, 1949

## Verweise
1. ↑  Eingeführt in seinem Buch Interpolation function theory 1935.
2. ↑  Abstract einer Arbeit von Sheila MacIntyre von 1947 zur Abschätzung der Whittaker Konstante

| Personendaten    | Personendaten                                                   |
| ---------------- | --------------------------------------------------------------- |
| NAME             | Whittaker, John Macnaghten                                      |
| ALTERNATIVNAMEN  | Whittaker, John Macnaughten (Falschschreibung); Whittaker, Jack |
| KURZBESCHREIBUNG | britischer Mathematiker                                         |
| GEBURTSDATUM     | 7. März 1905                                                    |
| GEBURTSORT       | Cambridge                                                       |
| STERBEDATUM      | 29. Januar 1984                                                 |
| STERBEORT        | Sheffield                                                       |